# Gnotobiologia

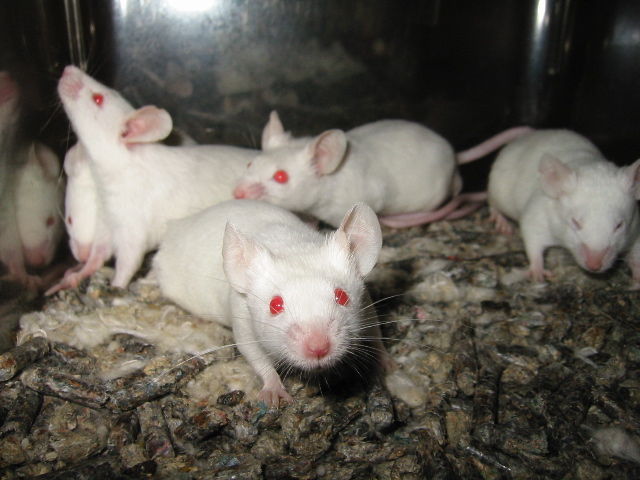
Os roedores Mus musculus (albino) são os animais mais empregados em pesquisa científica no mundo todo.

Gnotobiologia (do grego, γνώσις = gnōsis = saber; βίος = -bios, seres vivos; -λογος, -logia, estudo) ou ciência em animais limpos, é um ramo das ciências biológicas que trata dos animais de laboratórios como modelos e reagentes em pesquisa científica, levando em conta o seu particular e específico ambiente de organismos associados. O conhecimento, a manutenção e a transformação do status sanitário e ecológico dos animais para pesquisa é o principal objetivo desta ciência, cuja prática produz animais livres de germes ou, tendo sido associado a outros seres vivos, seguem tendo um status sanitário conhecido.

## História

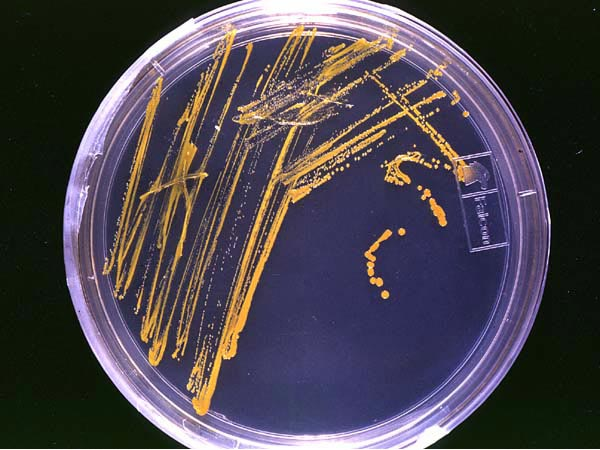
Uma “cultura pura” de bactéria é uma cultura onde há somente uma espécie vivente.

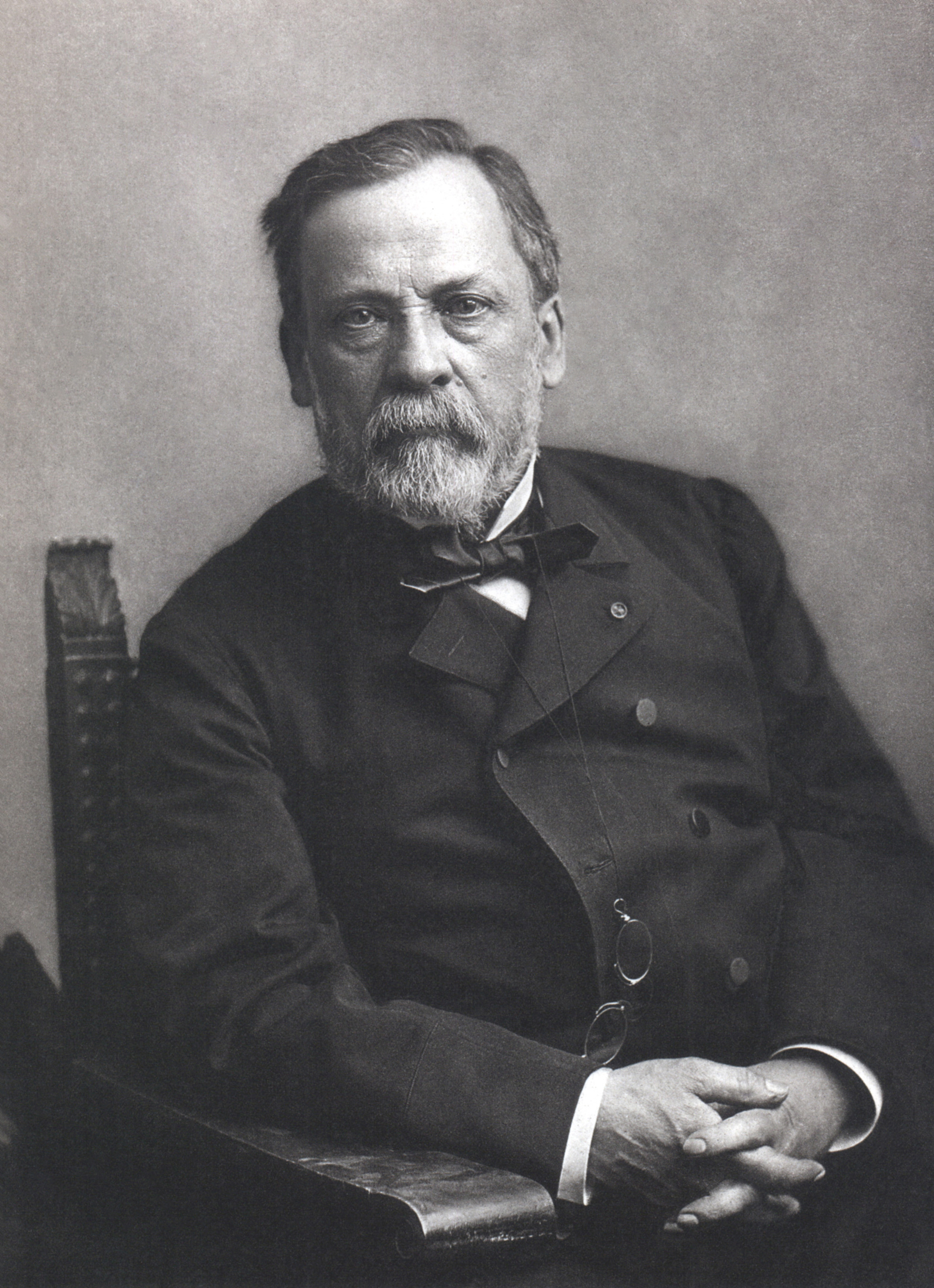
Louis Pasteur sugeriu a criação de animais sem germes.

No contexto histórico, a utilização de animais em pesquisa e experimentação foi determinante na evolução das ciências biológicas e da saúde. Desde Hipócrates e Aristóteles, que iniciaram os primeiros estudos biológicos de maneira descritiva, até William Harvey, que estudou a circulação sangüínea em animais, e Claude Bernard, a homeostase por via de vivissecção, a pesquisa tem ganhado um caráter experimental imprescindível, vistos os resultados na elucidação da fisiologia, patologia e farmacologia, animal e humana.
O estudo da microbiologia também foi contemplado pela experimentação animal, tão logo essa ciência vingou. Intrigado com a presença de bactérias no intestino animal, muitas das quais causadoras de graves doenças, Louis Pasteur propôs, em 1885, estudar a fundo o assunto, propondo que se criassem animais livres de patógenos, tal como os microbiologistas criavam “culturas puras” de microorganismos, com um só ser vivente. As bactérias, já no século XIX, eram isoladas em culturas separadas, cada qual com uma única espécie, após processos de diluição e esgotamento, e isso permitia o conhecimento pleno da vida, patogenia e aplicação industrial de tais seres vivos. O interesse primordial no estudo do papel da flora intestinal sobre o hospedeiro é considerado a base da Gnotobiologia, e por isso, Pasteur é considerado seu idealizador.
As primeiras pesquisas relacionadas à nova ciência começaram na Alemanha, em 1890, com trabalhos de George Nuttall e H. Thierfelder. As pesquisas mostraram que os fetos dos mamíferos viviam isolados dentro do útero materno e protegidos da contaminação com bactérias até o nascimento, o que os levou a considerar a cesariana como a melhor maneira de se iniciar uma cultura asséptica destes animais. Eles ainda construíram um aparato para isolar os animais do meio ambiente (isolador), a fim de mantê-los sem contaminação durante os estudos microbiológicos, ou até que morressem. Assim, segundo eles, conseguiram obter cobaias sem germes. Deve-se atentar para a qualidade do controle microbiológico da época, o que sugere um êxito não tão extenso (não há certeza de que eram realmente isentos de germes).
Os trabalhos iniciais não lograram sucesso; os animais obtidos não sobreviviam muito tempo dentro dos isoladores, pois ainda não funcionavam bem e os estudiosos não dominavam a nova técnica. Resultados positivos começaram a aparecer a partir da década de 1930, com o advento do isolador de aço, fechado hermeticamente e montado junto a uma autoclave para permitir esterilizar tudo aquilo que necessitasse levar ao seu interior.
O domínio da tecnologia de construção de isoladores de plástico, de purificação do ar e da água, da higienização dos instrumentos e esterilização dos alimentos oferecidos (basicamente ração), permitiu o avanço da prática de obter e criar animais “limpos”, que no conjunto, constitui agora uma ciência importante para a biologia e a biomedicina.
| 1885 | Louis Pasteur sugere a criação de animais sem germes para se compreender a função do flora intestinal.                                                                                              |
| 1895 | Uma cobaia sobrevive por algum tempo na ausência de bactérias, sem desenvolvimento. |
| 1914 | Uma cabra é mantida com crescimento normal e sem bactérias por um mês. |
| 1930 | Uma cobaia vive em condições assépticas. É o primeiro ser vivo germ-free no mundo. |
| 1933 | Início efetivo da Gnotobiologia como ciência, com a publicação de trabalhos acerca das diferenças biológicas.                                                                                       |
| 1936 | Ampliação do uso de isoladores em histerectomia de macacos e cobaias, e para a manutenção asséptica de aves.                                                                                        |
| 1944 | Desmame do primeiro rato axênico. |
| 1948 | Surge o primeiro isolador rígido produzido em aço inox. |
| 1957 | Surge o primeiro isolador flexível, produzido em plásticos, que confere maior dinâmica e facilidade aos trabalhos.                                                                                  |
| 1960 | Empresas privadas passam a “limpar” suas culturas. Ocorre a primeira venda de um animal germ-free. A Gnotobiologia chega ao Brasil através dos esforços da equipe de Ênio Cardillo Vieira, da UFMG. |

### História no Brasil
No Brasil, as pesquisas gnotobiológicas iniciaram-se no âmbito da Universidade Federal de Minas Gerais (UFMG), em 1961, com trabalhos acerca da biologia do caramujo partícipe do ciclo do Schistosoma mansoni. A complexidade da proposta de se criar animais em condições assépticas foi um grande desafio a ser vencido, visto o caráter inovador e a distância dos principais centros de pesquisa na área, a falta de instrumentos, a falta de recursos e a inteira falta de apoio. Há relatos de destruição de equipamentos importados pela universidade por descuido dos funcionários da alfândega. Mesmo assim, a equipe da UFMG conseguiu isolar e manter em condições assépticas, pela primeira vez, um animal aquático (o caramujo). Em seguida, isolaram o próprio S. mansoni., um protozoário.
Hoje a gnotobiologia está difundida no Brasil, com unidades produtoras e mantenedoras de culturas gnotobióticas. As universidades e os centros de pesquisas científicas em biologia e saúde concentram tais atividades em seus biotérios (viveiros), sendo que a maioria dos animais não é inteiramente livre de germes (germ-free) devido aos altos custos da manutenção desse status sanitário.

## Classificação dos animais

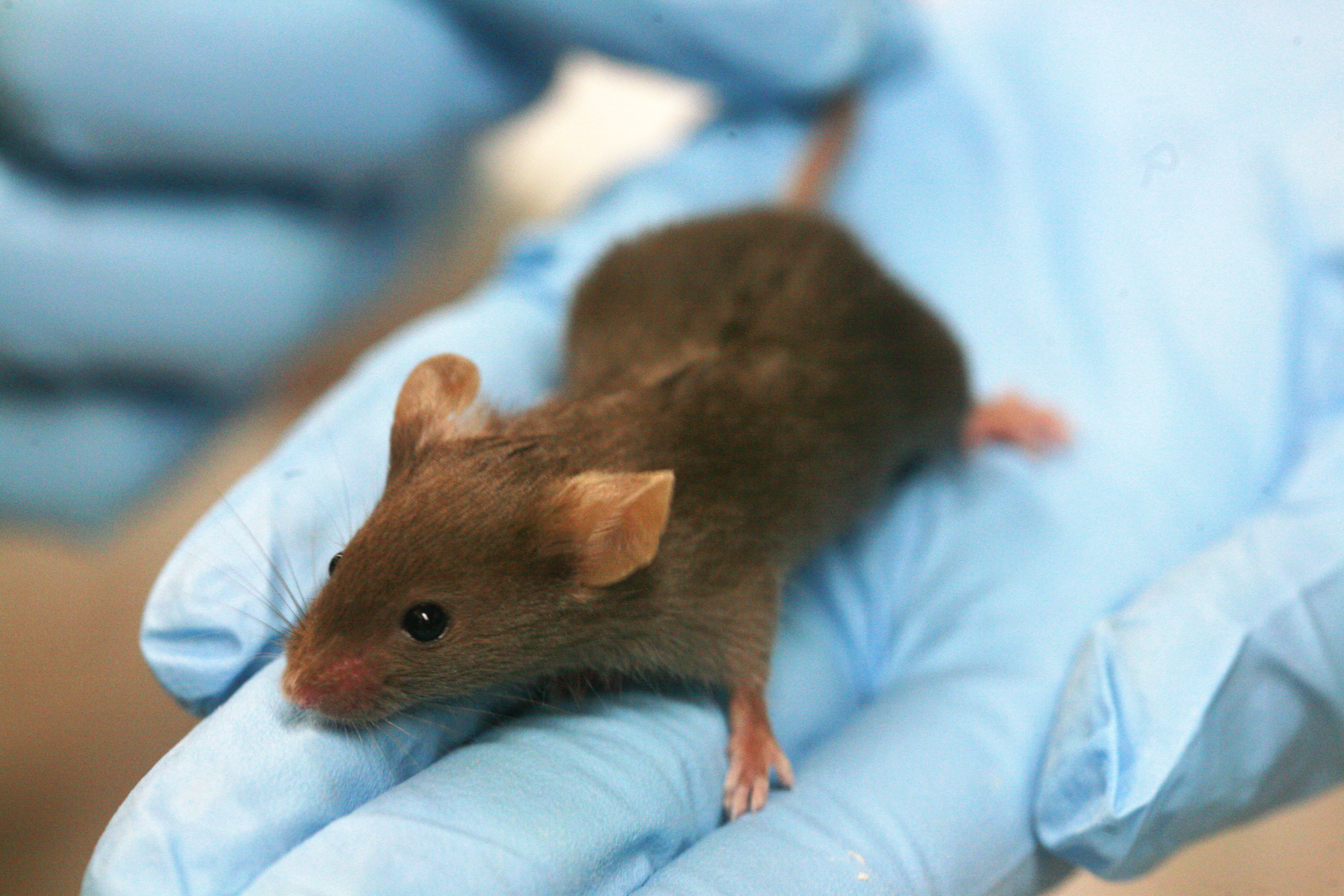
Um camundongo (Mus musculus) de laboratório não-albino.

A razão de ser desta ciência é a construção de um “modelo animal”, que permita a avaliação dos fenômenos naturais e que estes possam ser comparados aos fenômenos em estudo, da biologia do homem. Considerando todas as variantes que podem interferir na vida do animal, desde as condições do viveiro, do manejo, da alimentação, até a microbiota e ectoparasitas associados ao seu corpo, esse “modelo” recebe uma classificação sanitária utilizada ordinariamente como critério para a experimentação. Quanto mais uniforme os animais, maior exatidão e precisão da resposta biológica, e menos animais deverão ser utilizados na pesquisa.
Os animais para pesquisa são assim classificados:
- Animal Convencional

Animais criados sem barreiras sanitárias para rigor higiênico. Sua flora é indefinida, constituída de muitas espécies.
- Animal Gnotobiótico

Animais criados num sistema de barreiras sanitárias para rigor higiênico. Como conseqüência, sua flora microbiológica e ectoparasitas são conhecidos, ou não existentes, ou indetectáveis.
» Tipo Axênico ou Germ-free
Animais totalmente livres de parasitas e microbiota, internos e externos, como carrapatos, pulgas, bactérias, fungos, protozoários, vírus, algas, etc.
» Tipo Flora Definida
Animais intencionalmente associados/contaminados com parasitas e/ou microbiota específicos.
» Tipo SPF (Specific Pathogen Free)
Animais livres de parasitos ou microbiota específica, podendo estar associado a outros seres, inclusive vírus.
» Tipo VAF (Vírus Antibody Free)
Animais livres de resposta imunológica para vírus específicos, podendo estar associados a outros parasitos e a microbiota.

## Animais utilizados
No início da experimentação científica, até seres humanos eram usados para a compreensão dos fenômenos biológicos. Era comum a utilização de escravos e criminosos condenados em práticas de vivissecção e necropsias. Tais práticas foram sendo abolidas por interferências religiosas e posteriormente legais.
Nos dias de hoje utiliza-se animais para a experimentação, com fins humanos e veterinários, de acordo com o objeto de estudo e sua complexidade. Por isso, uma vasta gama de espécies podem ser empregadas, e uma classificação geral é observada antes da escolha. Esta classificação leva em consideração a maleabilidade pelo pesquisador, os custos de manutenção, a representatividade dos fenômenos, e mais uma série de vantagens e desvantagens, de acordo com a condição da população.
- Animais Silvestres

Todos os de vida livre na natureza, não domesticados, como peixes e insetos.
- Animais Domésticos

Cães, gatos, suínos, bovinos, equinos e ovinos.
- Animais de Laboratório

Camundongos, ratos, hamsters, cobaias e coelhos.
| Vantagens e Desvantagens por Condição das Populações | Vantagens e Desvantagens por Condição das Populações | Vantagens e Desvantagens por Condição das Populações                                                                                                  |
| Condição                                             | Vantagens | Desvantagens |
| ---------------------------------------------------- | --- | --- |
| Silvestres                                           | 1. Permitem avaliação de fenômenos na natureza; 2. Os fenômenos seguem o ciclo natural, com interferências de agentes naturais;                                                   | 1. Observação limitada dos resultados; 2. Informações básicas ainda desconhecidas; 3. Resultados podem não ser representativos do fenômeno estudado;  |
| Domésticos                                           | 1. Vivem no mesmo ambiente do homem; 2. A ocorrência de doenças é por via natural, próximo ao ciclo natural; 3. Dados abundantes; 4. Animais são dóceis e de fácil manipulação;   | 1. Alto custo de manutenção; 2. A domesticação envolve outros fins, que impedem a experimentação;                                                     |
| Laboratorial                                         | 1. Fácil manutenção e observação; 2. Utilização de grande número de indivíduos; 3. Ciclo vital curto; 4. Padronização do ambiente; 5. Padronização genética; 6. Dados abundantes; | 1. Ambiente artificial, com alto custo de manutenção; 2. Cuidados higiênicos excessivos; 3. A ocorrência de doenças é normalmente por via artificial; |

## Barreiras sanitárias
O status sanitário (ou ecológico) dos animais somente pode ser mantido através do seu isolamento, o que impede o contato com novas formas de vida. Tudo aquilo que seja utilizado para isolar os animais de novas formas de vida, seja por meios físicos ou químicos, ou até pelas técnicas de manejo, é chamado de “barreiras sanitárias” (termo largamente utilizado).
Numa acepção geral, as barreiras são a fronteira entre o ambiente em que vive o animal em estudo e o meio onde vivem os outros seres vivos. Assim, as luvas, as vestimentas, os filtros de ar, a autoclavagem, o projeto arquitetônico do biotério, a limpeza dos instrumentos, etc., são as barreiras que impedem o contato entre as formas de vida. Nesse sentido, até as leis de regulação também podem ser consideradas barreiras sanitárias, uma vez que sejam cumpridas.
A manutenção de animais germ-free depende totalmente do uso de barreiras sanitárias, na máxima extensão possível. Para garantir que os animais não entrem em contato com nenhuma outra forma de vida, tudo, desde o ar que eles respiram, a água que bebem, a comida, a cama, a temperatura, e até as condições de saúde daqueles que os servem, tudo deve ser rigorosamente controlado, obedecendo a protocolos operacionais exigentes.
Os outros animais gnotobióticos (Flora definida, SPF e VAF) necessitam de cuidados semelhantes, porém não tão rigorosos. Já os animais convencionais vivem sem muitas barreiras, tal como animais domésticos, recebendo poucos cuidados.

## Princípios éticos

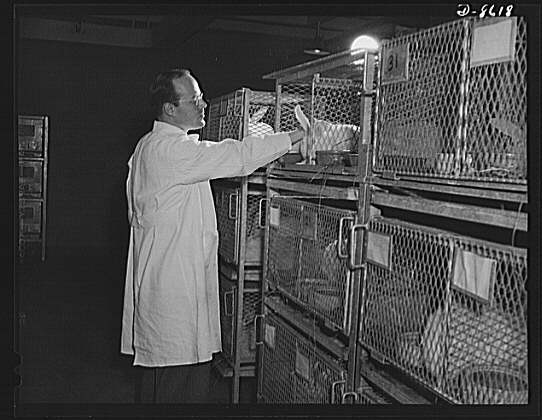
Um centro antigo de experimentação, com instrumentos e metodologias em desuso por questões científicas, éticas e legais.

Alguns princípios éticos devem ser considerados na experimentação:
- Esforçar-se para encontrar uma técnica alternativa ao uso de animais;
- Implantação de Comitês de Ética nas instituições de pesquisa para aprovar e fiscalizar os trabalhos;
- Aprovação de pesquisas com relevância e originalidade, em detrimento de outras;
- Uso do menor número possível de animais, de espécie e qualidade apropriadas;
- Evitar ao máximo possível as ações que causam sofrimento, presumindo sempre que as ações que causam sofrimento no homem também causam em outros vertebrados;
- Utilização de sedação, analgesia ou anestesia nos procedimentos que causem mais sofrimento;
- Os animais que não possam ser aliviados de dores crônicas ou severas, angústia, desconforto ou invalidez, devem ser sacrificados;
- As demonstrações ou ensino não podem envolver dores severas e/ou sacrifício de animais.

## Instituições com produção gnotobiologica

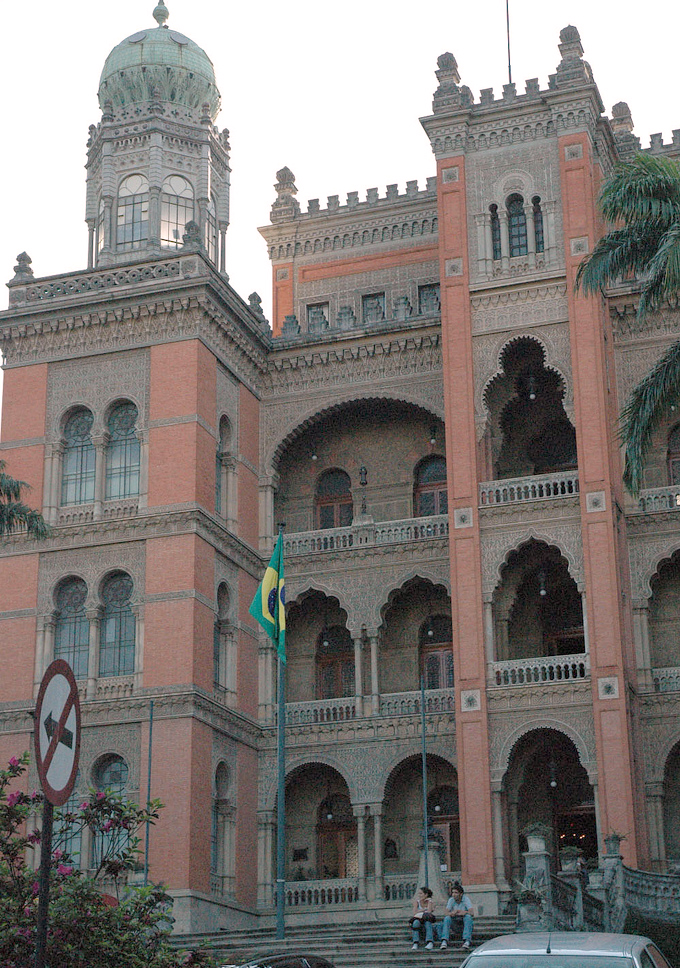
Palácio de Manguinhos, símbolo da Fiocruz e da produção de ciência médica no Brasil.

A maior parte da produção gnotobiológica brasileira, principalmente de animais axênicos, provém do Centro de Animais de Laboratório (CECAL), instituto da Fundação Oswaldo Cruz (FIOCRUZ). Aí são obtidas e criadas diversas espécies de animais (a saber, macacos, ratos, cobaias, cavalos e coelhos), em várias condições sanitárias para pesquisas biomédicas próprias e de outras instituições parceiras.
Há também centros de gnotobiologia nas seguintes instituições brasileiras:
- Universidade Estadual de Campinas (UNICAMP), Centro Multidisciplinar para Investigação Biológica (CEMIB);[9]
- Universidade Estadual de São Paulo (UNESP), em várias unidades;[10]
- Universidade Federal de Minas Gerais (UFMG), Centro de Bioterismo (CEBIO);[11]
- Universidade Federal Fluminense (UFF), Núcleo de Animais de Laboratório (NAL);[12]
- Universidade Federal de Santa Catarina (UFSC), Comissão de Ética no Uso de Animais (CEUA);[13]

## Curiosidades
- Num ser humano adulto, apenas 10% das células são do seu corpo, sendo 90% da microbiota associada;
- A água servida aos germ-free é acidificada até pH 2,00 (tal como no estômago), para evitar a proliferação de microorganismos.
- O ar que entra nas gaiolas passaram por um processo de ultrafiltração. Nenhuma partícula sólida entra, e alguns gases são retidos no filtro.
- A ração oferecida tem formulação especial, resistente à autoclavagem necessária para mantê-la asséptica e não contaminar os animais.
- Um rato germ-free ficará doente e certamente morrerá se for beijado ou lambido por uma pessoa saudável. Tal ato é antiético e pode ser considerado crime contra a vida animal, com multa ou pena de 3 meses a 1 ano de prisão.